# Dammartin-sur-Meuse
Dammartin-sur-Meuse is een gemeente in het Franse departement Haute-Marne (regio Grand Est) en telt 195 inwoners (1999). De plaats maakt deel uit van het arrondissement Langres.

## Geografie
De oppervlakte van Dammartin-sur-Meuse bedraagt 15,5 km², de bevolkingsdichtheid is 12,6 inwoners per km².
De onderstaande kaart toont de ligging van Dammartin-sur-Meuse met de belangrijkste infrastructuur en aangrenzende gemeenten.

## Demografie
Onderstaande figuur toont het verloop van het inwonertal (bron: INSEE-tellingen).